# 1993 RO
1993 RO, eller (385185) 1993 RO, är ett objekt i Kuiperbältet klassificerad som en plutino. Den upptäcktes den 14 september 1993 av astronomerna D.C. Jewitt och Jane Luu. 1993 RO var den första plutinon som upptäcktes efter Pluto själv tillsammans med 1993 RP och 1993 SB, en respektive två dagar innan. Dessa tre objekt upptäcktes med teleskopet på Mauna Kea. 